# Arrow Air
A Arrow Cargo (originalmente conhecida como Arrow Air) foi uma companhia aérea cargueira estadunidense sediada no Aeroporto Internacional de Miami, uma área não incorporada no Condado de Miami-Dade, na Flórida. Operava mais de 90 voos regulares de carga semanalmente e possuía forte atividade de voos fretados. A Arrow Air interrompeu as operações em 29 de junho de 2010 e entrou com o pedido de proteção contra falência pelo Capítulo 11 em 1 de julho de 2010.

## Frota

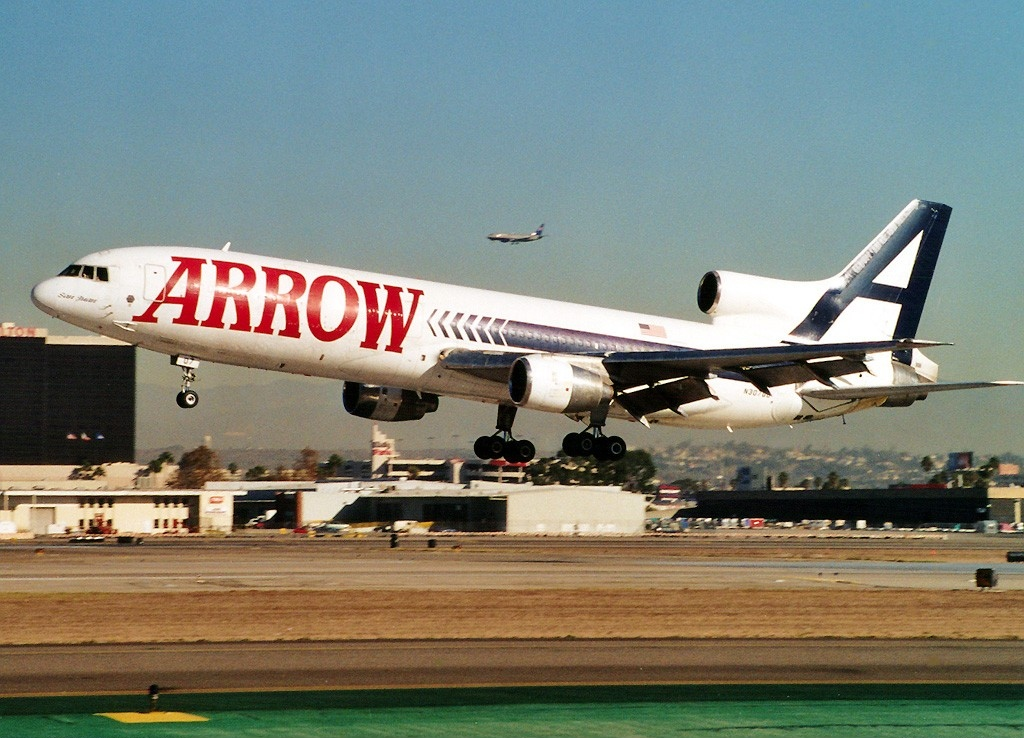
Lockheed TriStar da Arrow Air

A Arrow Cargo operou as seguinte aeronaves:
- 4 Boeing 757-200
- 4 McDonnell Douglas DC-10
- 2 Boeing 747-200
- 17 McDonnell Douglas DC-8-62
- 11 McDonnell Douglas DC-8-63
- 1 McDonnell Douglas DC-8-73
- 2 McDonnell Douglas DC-10-10F
- 3 McDonnell Douglas DC-10-40F

## Incidentes e acidentes
- 7 de dezembro de 1949: um DC-3 (prefixo N60256), a caminho de Oakland para Sacramento, voou até o solo perto de Benicia, Califórnia, com mau tempo. Todos a bordo (seis passageiros e três tripulantes) morreram. O avião caiu no solo a 800 pés de altitude quando a altitude relatada era de 4.000 pés; nunca foi determinado se o acidente ocorreu devido a erro do piloto ou mau funcionamento do instrumento.[5][6]
- 12 de dezembro de 1985: Um DC-8-63CF (prefixo N950JW), operando como o voo 1285, transportando militares americanos em um voo charter, caiu em Terra Nova, matando todos os 248 passageiros a bordo e oito tripulantes.[7]
- 4 de junho de 2006: Um McDonnell Douglas DC-10F (prefixo N68047) em rota de Miami a Manágua não conseguiu parar antes do final da pista. O avião passou pelo fim da pista cerca de 350 metros. O trem de pouso dianteiro desabou, causando sérios danos ao motor da asa da aeronave, além de uma ruptura no tanque de combustível.[8]
- Em 26 de março de 2009, um McDonnell Douglas DC-10 em rota de Manaus a Bogotá perdeu partes de um motor enquanto sobrevoava Manaus. As peças do motor caíram na cidade danificando 12 casas, o avião conseguiu pousar com segurança no Aeroporto Internacional El Dorado, em Bogotá, Colômbia. Ninguém ficou ferido neste incidente.[9][10]